# Olpogastra lugubris
Olpogastra lugubris (tên tiếng Anh: Slender Bottletail) là một đơn loài loài chuồn chuồn ngô trong họ Libellulidae. Loài này có ở Bénin, Botswana, Cameroon, Cộng hòa Trung Phi, Tchad, Cộng hòa Congo, Cộng hòa Dân chủ Congo, Bờ Biển Ngà, Guinea Xích Đạo, Gabon, Gambia, Ghana, Guinea, Kenya, Liberia, Malawi, Mali, Mozambique, Namibia, Nigeria, Sierra Leone, Somalia, Nam Phi, Sudan, Tanzania, Togo, Uganda, Zambia, Zimbabwe, và có thể Burundi. Các môi trường sống tự nhiên của chúng là các khu rừng ẩm ướt đất thấp nhiệt đới hoặc cận nhiệt đới, xavan khô, xavan ẩm, vùng đất có cây bụi nhiệt đới hoặc cận nhiệt đới, vùng cây bụi ẩm khu vực nhiệt đới hoặc cận nhiệt đới, sông, và hồ nước ngọt.